# Леонидас Феррейра де Паула Жуниор
Леонидас Феррейра де Пауло Жуниор (порт. Leonidas Ferreira de Paulo Junior; 23 февраля 1975, Гояния) — бразильский футболист, полузащитник.

## Биография
Несколько лет выступал в России, став одним из первых бразильских футболистов в чемпионате. Играл за ЦСКА, забив в 9 матчах 6 мячей, но на тренировках часто получал травмы из-за жесткости партнеров к иностранцу. Из-за своего характера Леонидас ни с кем в ЦСКА не подружился – говорит Андрей Мовсесьян:
«При этом для нашей высшей лиги Леонидас был мегаталант, ногой отдавал, как рукой — только открывайся, но он был взбалмошный, домашний бразилец, потому и не раскрылся в России».
Затем Тарханов попытался устроить игрока в московском «Динамо», но в результате тот перешёл в «Торпедо», куда Тарханов увел из ЦСКА почти всех лидеров, в частности, Бушманова и второго армейского бразильца Самарони. Сыграл 3 матча, забил один мяч через себя в падении (этот гол признали лучшим в чемпионате), но получил тяжелую травму ноги, долго лечился и попробовал перейти в московский «Спартак», но там не заиграл, не приглянувшись Романцеву и уже через полгода переехал в Португалию играть за «Бенфику». За португальский клуб сыграл четыре матча, после чего вернулся в Россию в тульский «Арсенал» выступавший тогда в первом дивизионе. За тульский клуб сыграл шесть матчей. В сезоне 2000/2001 играл за болгарский клуб «Левски». Последним клубом футболиста стал бразильский «Нову Оризонти», за который Леонидас сыграл 1 матч в Кубке Бразилии.
Самый капризный был Леонидас – тот, который первым из иностранцев у нас появился. Вот он приехал как раз с короной на голове. Леонидас думал, что тут вообще никто в футбол не умеет играть, кроме него. Когда он собственными глазами увидел, что в России есть и другие хорошие игроки, и он среди них – не первый номер, это открытие его обескуражило. Любой жёсткий контакт – он начинал визжать, пищать. И в быту был очень привередлив. Отчасти я его, конечно, понимаю. 1996 год, Москва не та, что сейчас. Было мало супермаркетов, которые они обожают. Поэтому Леонидасу казалось, что всё у нас плохо. И потом, если у человека что-то не получается в футболе, это естественным образом переносится на быт.